# Son Jun-ho
Son Jun-ho (kor. 손준호; ur. 12 maja 1992 w Yeongdeoku) – południowokoreański piłkarz, występujący na pozycji pomocnika. Występował w południowokoreańskich i chińskich klubach - jego ostatnim klubem był Shandong Taishan. 20-krotny reprezentant Korei Południowej. Uczestnik Mistrzostw Świata 2022.

## Statystyki

### Klubowe
Na podstawie:
| Klub                   | Sezonów | Liga                 | Liga  | Liga   | Puchar krajowy | Puchar krajowy | Kontynentalne | Kontynentalne | Suma  | Suma   |
| Klub                   | Sezonów | Liga                 | Mecze | Bramki | Mecze          | Bramki         | Mecze         | Bramki        | Mecze | Bramki |
| ---------------------- | ------- | -------------------- | ----- | ------ | -------------- | -------------- | ------------- | ------------- | ----- | ------ |
| Pohang Steelers        | 4       | K League 1           | 99    | 14     | 6              | 0              | 10            | 2             | 115   | 13     |
| Jeonbuk Hyundai Motors | 3       | K League 1           | 86    | 11     | 8              | 2              | 15            | 1             | 5     | 0      |
| Shandong Taishan       | 3       | Chinese Super League | 46    | 4      | 11             | 1              | –             | –             | 57    | 5      |
|                        | Łącznie | Łącznie              | 231   | 29     | 25             | 3              | 25            | 3             | 281   | 35     |

### Reprezentacyjne
Na podstawie:
| Mecze i gole w reprezentacji podczas Mistrzostw Świata 2022 | Mecze i gole w reprezentacji podczas Mistrzostw Świata 2022 | Mecze i gole w reprezentacji podczas Mistrzostw Świata 2022 | Mecze i gole w reprezentacji podczas Mistrzostw Świata 2022 | Mecze i gole w reprezentacji podczas Mistrzostw Świata 2022 | Mecze i gole w reprezentacji podczas Mistrzostw Świata 2022 | Mecze i gole w reprezentacji podczas Mistrzostw Świata 2022 | Mecze i gole w reprezentacji podczas Mistrzostw Świata 2022 |
| Lp.                                                         | Data                                                        | Miasto                                                      | Przeciwnik                                                  | Wynik                                                       | Gole                                                        | Inne                                                        | Faza rozgrywek                                              |
| ----------------------------------------------------------- | ----------------------------------------------------------- | ----------------------------------------------------------- | ----------------------------------------------------------- | ----------------------------------------------------------- | ----------------------------------------------------------- | ----------------------------------------------------------- | ----------------------------------------------------------- |
| 1.                                                          | 24.11.2022                                                  | Ar-Rajjan                                                   | Urugwaj                                                     | 0:0 (0:0)                                                   |                                                             |                                                             | Faza grupowa                                                |
| 2.                                                          | 02.12.2022                                                  | Ar-Rajjan                                                   | Portugalia                                                  | 2:1 (1:1)                                                   |                                                             |                                                             | Faza grupowa                                                |
| 3.                                                          | 05.12.2022                                                  | Doha                                                        | Brazylia                                                    | 1:4 (0:4)                                                   |                                                             |                                                             | 1/8 finału                                                  |

## Sukcesy
Na podstawie:

### Klubowe
Z Jeonbuk Hyundai Motors:
- Mistrz Korei Południowej 2018, 2019, 2020
- Puchar Korei Południowej 2020

Z Shandong Taishan:
- Mistrz Chin 2021
- Puchar Chin 2021, 2022

### Reprezentacyjne
- I miejsce na Igrzyskach Azjatyckich 2014